# بلية ودماغه العالية (فلم)
بليه ودماغه العالية فيلم مصري كوميدي إنتاج 2000 بطولة محمد هنيدي وغادة عادل وسعيد صالح، ومن إخراج نادر جلال.
شارك أيضا في هذا الفلم الفنان محمد شرف والفنان منير مكرم.

## القصة
تدور أحداث الفيلم حول شاب فقير يعمل ميكانيكي «بليه» يحب فتاة غنية «دنيا» ويجد صعوبة في الزواج بها لعدم قبول أهلها به حيث يرغبون في زواجها من أحد معارفهم الأغنياء. يبحث «بليه» خلف هذا الشخص ليجده لص ونصاب، ويحاول إقناع أهل حبيبته بذلك من خلال بعض المستندات وبعد أن يكتشفوا الأهل صحة كلام «بليه» يوافقون على زواجهما.